# イシュトヴァン・セネシュ
イシュトヴァン・セネシュ（István Szenes ）は、ハンガリー出身の　元フィギュアスケート選手。

## 来歴
ハンガリー選手権にて、ジョルジュ・チャコと優勝争いを1953-1957年まで繰り返す。1955年ヨーロッパ選手権6位、同年世界選手権11位。引退後はプロスケーターとなり、イナ・バウアーと結婚。

## 戦績
| 大会/年          | 1953 | 1954 | 1955 | 1956 | 1957 |
| ---------------- | ---- | ---- | ---- | ---- | ---- |
| 世界選手権       |      |      | 11   |      |      |
| 欧州選手権       |      |      | 6    | 8    |      |
| ハンガリー選手権 | 1    |      | 1    | 1    |      |